# Marcel Mbayo
Marcel Kimemba Mbayo (Lubumbashi, 23 aprile 1978) è un ex calciatore congolese (Repubblica Democratica del Congo), di ruolo centrocampista.

## Biografia
Ha un figlio, Dylan Mbayo, anch'egli calciatore professionista.

## Caratteristiche tecniche
Può giocare sia come centrocampista che come trequartista.

## Carriera

### Club
Comincia a giocare al Sodigraf. Nel 1999 si trasferisce in Belgio, al Lokeren. Il 31 gennaio 2001 passa al Gençlerbirliği, squadra turca. Il 5 luglio 2004 viene ufficializzato il suo trasferimento al Malatyaspor. Il 31 gennaio 2005 viene acquistato dal Sakaryaspor. Il 18 gennaio 2007 viene ufficializzato il suo ritorno in Belgio, al Lokeren. Al termine della stagione 2010-2011 rimane svincolato. Il 1º ottobre 2011 viene ingaggiato dal Tubize. Nel 2012 viene acquistato dal Sint-Niklase.

### Nazionale
Ha debuttato con la nazionale dello Zaire (oggi nazionale della RD del Congo) nel 1997. Ha partecipato, con la nazionale, alla Coppa d'Africa 1998, alla Coppa d'Africa 2002, alla Coppa d'Africa 2004 e alla Coppa d'Africa 2006. Ha collezionato in totale, con la maglia della nazionale, 48 presenze e 4 reti.